# Flora Wambaugh Patterson

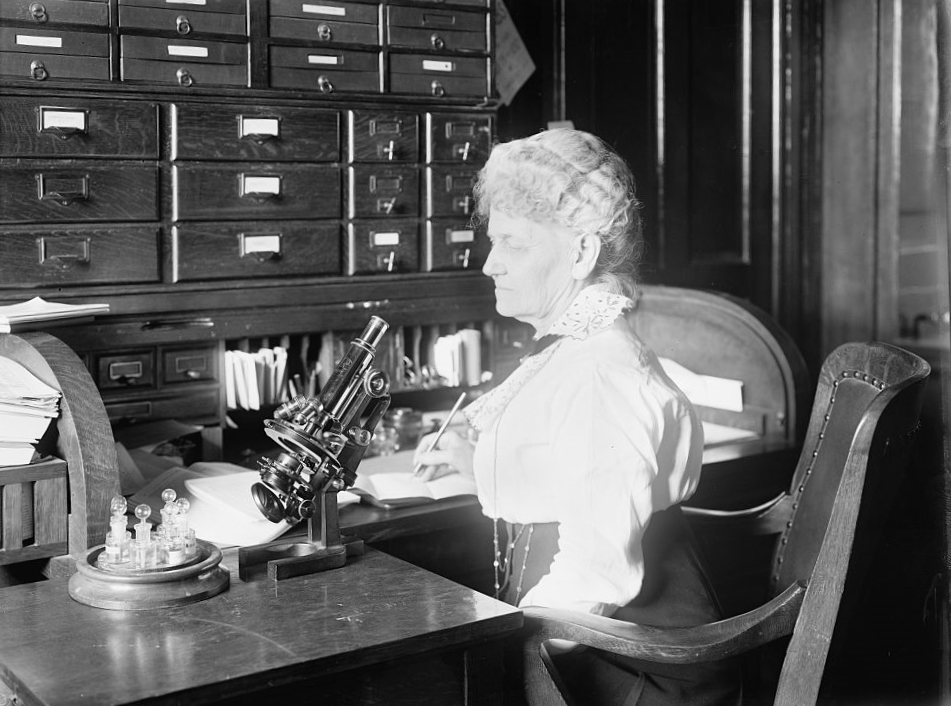
Flora Wambaugh Patterson

Flora Wambaugh Patterson (* 15. September 1847 in Columbus, Ohio, Vereinigte Staaten; † 5. Februar 1928 in New York City, Vereinigte Staaten) war eine US-amerikanische Botanikerin und Mykologin. Sie war die erste Mykologin des US-Landwirtschaftsministeriums (USDA) und entwickelte die U.S. National Fungus Collections von einer kleinen Sammlung zur weltweit größten ihrer Art. Während ihrer jahrzehntelangen Tätigkeit beim USDA sammelte sie über 90.000 Exemplare und etablierte ein System für Pflanzeninspektionen und Quarantäne vor dem nationalen Pflanzenquarantänegesetz von 1912. Sie verzeichnete zahlreiche neue Pilzarten, die Pflanzenkrankheiten verursachen, unter anderem diejenigen, die Ananasfäule (Thielaviopsis paradoxa), Pfirsichblattkräuselung (Taphrina) und Hexenbesen bei Bambus (Loculistroma bambusae) verursachen.
Ihr botanisch-mykologisches Autorenkürzel lautet „F.Patt.“.

## Leben und Werk

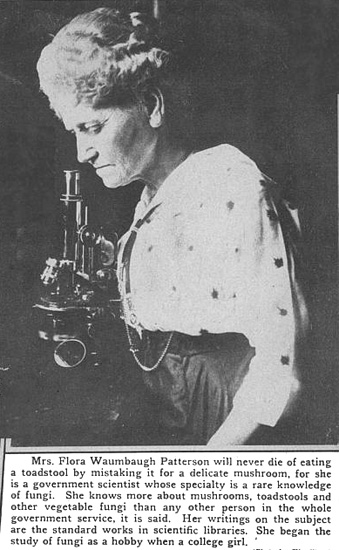
Flora Patterson im Washington Star, 9. Dezember 1917

Patterson war die Tochter des methodistischen Pfarrers Abraham Bloom Wambaugh und Sarah P. Sells Wambaugh. Sie studierte am Antioch College, wo sie 1865 einen Bachelor-Abschluss erhielt. 1883 erhielt sie einen Master-Studienabschluss am Wesleyan College in Cincinnati.
Im August 1869 heiratete sie den Kapitän Edwin Patterson, mit dem sie zwei Söhne bekam. Nachdem ihr Mann bei einer Dampfschiffexplosion verletzt worden war, betreute sie ihn in den nächsten zehn Jahren bis zu seinem Tod. Anschließend begann sie ein Biologiestudium an der State University of Iowa, wo ihr Bruder Professor war. 1893 schickte sie ihre Söhne in eine College-Vorbereitungsschule und wollte ihr Studium an der Yale University fortsetzen. Da dort Frauen zu dieser Zeit nicht zugelassen waren, schrieb sich in Cambridge (Massachusetts) für eine Anstellung am Radcliffe College ein. In den nächsten drei Jahren belegte sie dort Botanikkurse und arbeitete gleichzeitig als Assistentin im Gray Herbarium der Harvard University. Im Gray Herbarium, einem der bedeutendsten botanischen Archive der damaligen Zeit, erhielt sie ihre Ausbildung in Mykologie, Pflanzenpathologie und Pflege der Pilzsammlungen. 1895 legte Patterson die Beamtenprüfung ab und wurde zur Assistenzpathologin in der Abteilung für Pflanzenpathologie des US-Landwirtschaftsministeriums in Washington, D.C. ernannt.
Der Pflanzenpathologe Beverly Thomas Galloway erkannte die Bedeutung der wachsenden Pilzsammlungen des Ministeriums und stellte sowohl den Mykologen Franklin Sumner Earle als auch Patterson als Assistentin bei der Herbariumsarbeit ein. Earle wechselte nach einem Jahr an den neu gegründeten New York Botanical Garden. Patterson arbeitete fast drei Jahrzehnte bei dem Ministerium und erhöhte in dieser Zeit die Referenzexemplare der US National Fungus Collections von 19.000 auf 115.000 Exemplare. Als das Bureau of Plant Industry offiziell gegründet wurde, wurde Galloway dessen Leiter und Patterson zur Mykologin mit Verantwortung für die mykologischen und pathologischen Sammlungen ernannt.

## Identifizierung von Pilzkrankheiten

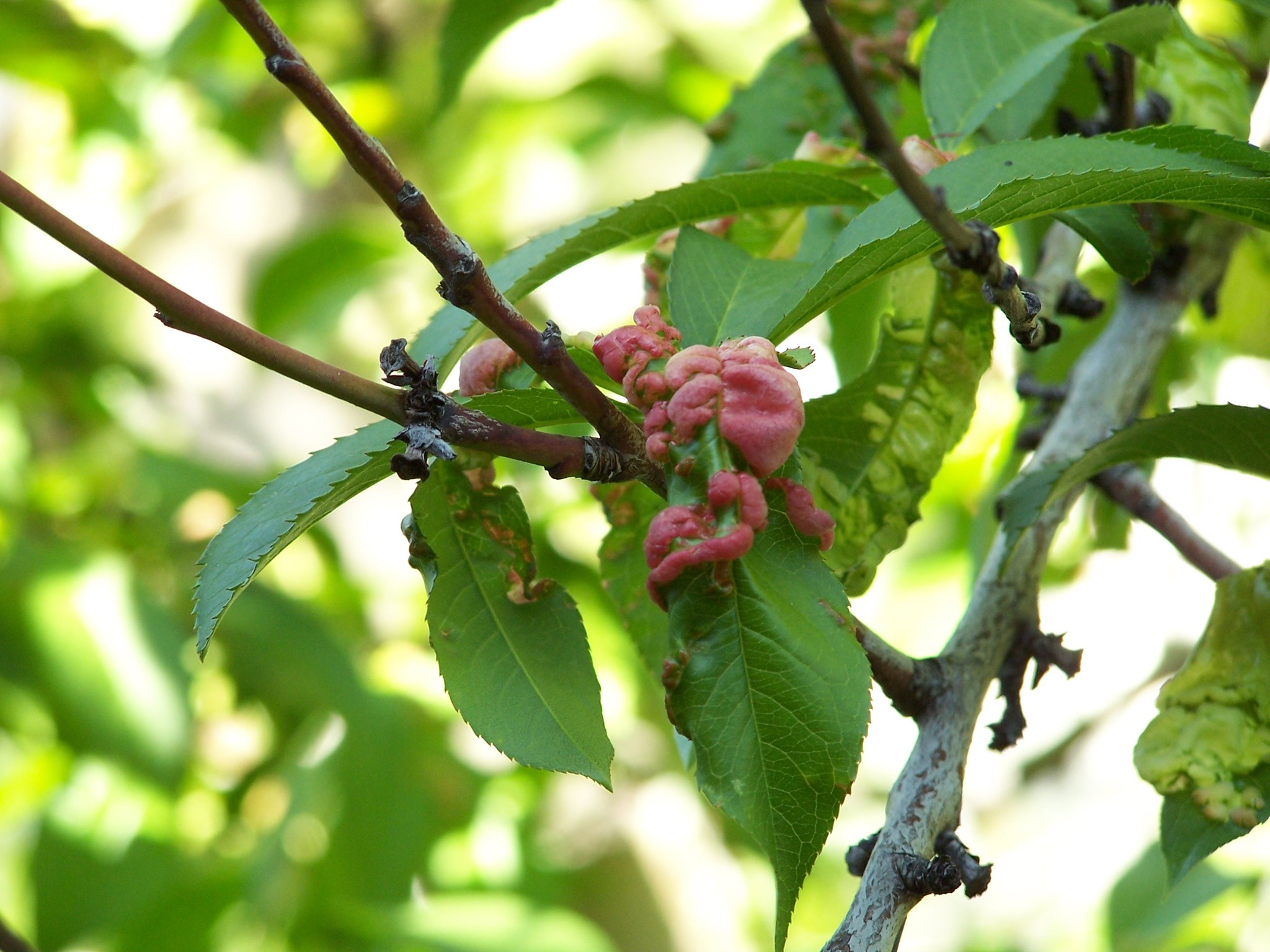
Pfirsichblattkräuselkrankheit (Taphrina deformans)

Zu Pattersons Hauptaufgaben gehörte die Untersuchung importierter Waren auf nicht heimische, möglicherweise invasive Pilzpathogene. 1906 wurde ein offizielles Pflanzeninspektionsprogramm ins Leben gerufen, in dessen Rahmen Patterson und ihre drei Mitarbeiter mit der Erkennung und Identifizierung von Pilzkrankheiten beauftragt wurden. Es wurden viele unbekannte Pilze gefunden und die Mykologen arbeiteten an der Identifizierung dieser Pilze und an Methoden zu deren Ausrottung. In dieser Funktion war Patterson an mehreren der größten Pilzpandemien in den USA beteiligt, darunter der durch den Kastanienrindenkrebs verursachten, der die Landschaft der östlichen Laubwälder veränderte. Dazu gehörte auch der Kartoffelkrebs, der durch Synchytrium endobioticum verursacht wird und den sie erstmals auf Kartoffeln identifizierten, die für den Import in die USA bestimmt waren.

## Befall der Japanischen Kirschbäume

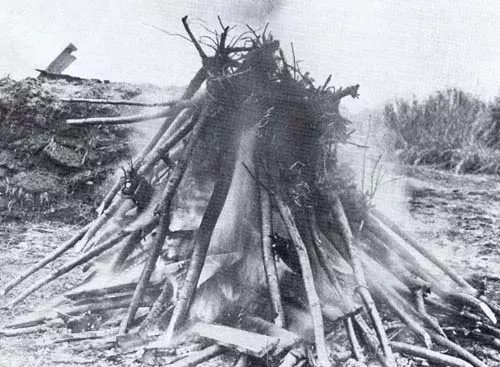
1910 wurden die ersten japanischen Kirschbäume verbrannt, nachdem potenziell schädliche Pflanzenpathogene und Insekten entdeckt wurden

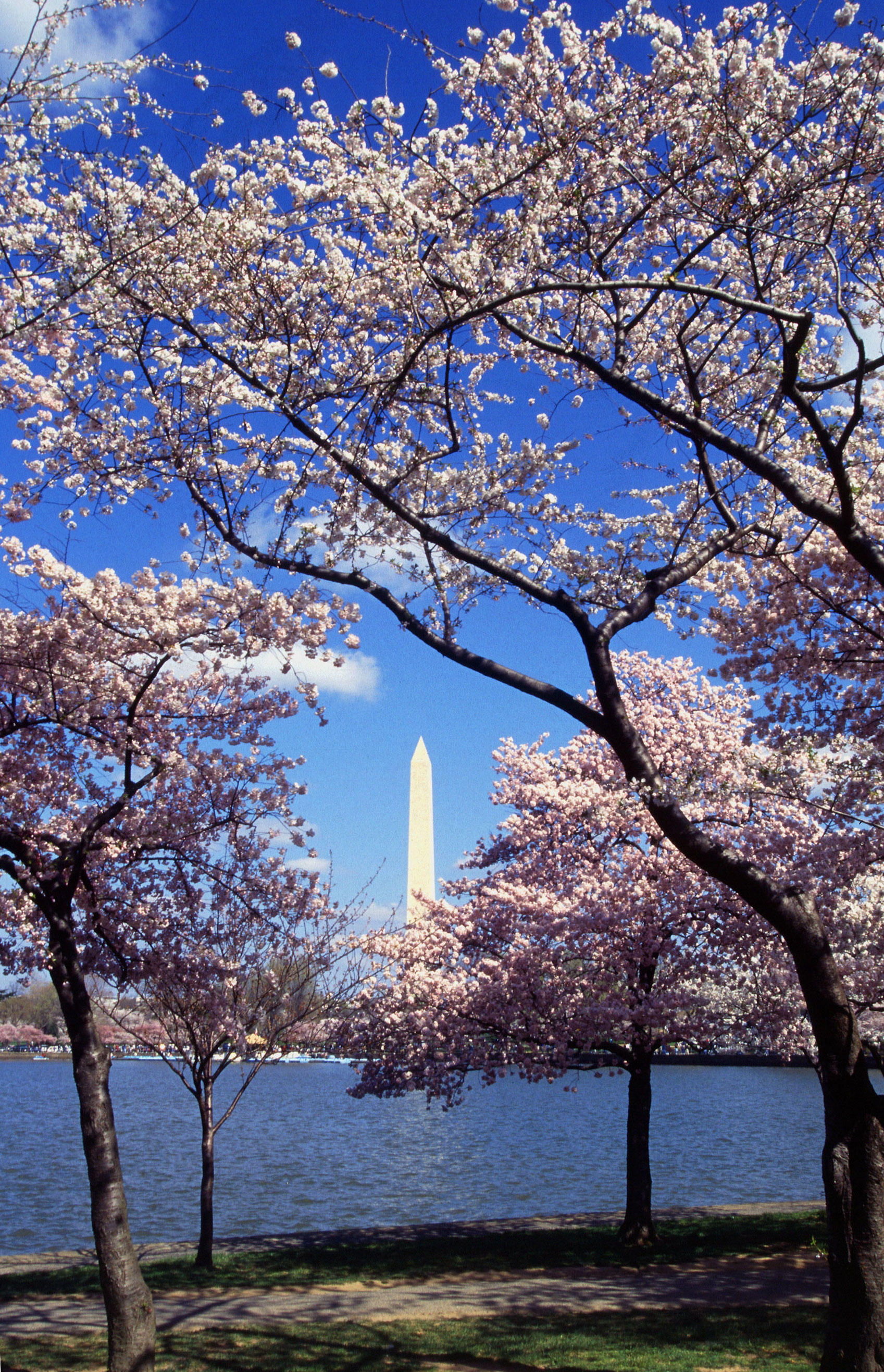
Blühende Kirschbäume entlang des Gezeitenbeckens von Washington, D.C., im Hintergrund ist das Washington Monument zu sehen

Eine der denkwürdigsten Episoden ihrer Aktivitäten zur Pflanzenquarantäne betraf die japanischen Kirschbäume, die den Vereinigten Staaten von dem Bürgermeister Tokios geschenkt worden waren. Als im Januar 1910 2000 Pflanzen eintrafen, stellte man fest, dass die Bäume von zahlreichen Pilzen und Insekten befallen waren. Patterson und ihre Kollegen, darunter der Nematologe Nathan Cobb und der Entomologe J.G. Sanders, erkannten die potenzielle Gefahr, die diese Organismen für die amerikanische Landwirtschaft darstellten. Sie rieten zur Vernichtung der Kirschbäume. Den drei USDA-Wissenschaftlern, die diese erste Lieferung japanischer Kirschbäume untersuchten, gelang es, die US-Regierung von der Gefahr zu überzeugen. Die gesamte Baumlieferung wurde in Washington, D.C. verbrannt. Ein sorgfältig formulierter diplomatischer Brief wurde nach Japan geschickt. Schließlich wurde eine zweite Serie gründlich begaster Bäume verschifft, die frei von Insekten und Krankheiten ankam und in der Innenstadt von Washington, D.C. angepflanzt wurden.

## Kastanienkrebs
Patterson spielte auch eine Rolle bei der Identifizierung des Kastanienkrebses, nachdem dieser erstmals entdeckt wurde und sich anschließend rasch entlang der Ostküste ausbreitete. Der Kastanienkrebs, verursacht durch Cryphonectria parasitica (Endothia parasitica), wurde erstmals 1904 auf den Kastanienbäumen im Bronx Zoological Park in New York City entdeckt. Exemplare wurden zur Identifizierung an Patterson gesandt. Bis 1907 hatte sich der Kastanienkrebs den Hudson River hinauf bis Poughkeepsie, New York, und südlich bis Trenton, New Jersey, ausgebreitet. Trotz dringender Forderungen, strenge Bekämpfungsmaßnahmen zu ergreifen, breitete sich die Krankheit schließlich in den gesamten Osten der Vereinigten Staaten aus und ließ fast alle ausgewachsenen Kastanienbäume absterben. Der Vorfall mit den japanischen Kirschbäumen und die Bedrohung durch den Kartoffelkrebs sowie die Einschleppung des Kastanienkrebses führten schließlich zur Verabschiedung des Pflanzenquarantänegesetzes von 1912, dessen Ziel es war, die unbeabsichtigte Einschleppung schädlicher, invasiver Organismen zu verhindern. Das Pflanzenquarantänegesetz von 1912 sah Inspektionen bei Importen vor und führte Grenzkontrollen ein, um die Einfuhr infektiöser Pflanzen und die Ausbreitung einer Pflanzenpandemie zu verhindern.
Patterson verteidigte nachdrücklich die Notwendigkeit der Inspektion landwirtschaftlicher Erzeugnisse, die in die Vereinigten Staaten eingeführt wurden.

## Aufbau der US National Fungus Collections
Im Laufe ihrer Inspektionsarbeit und Entdeckung vieler ungewöhnlicher Pilze erkannte Patterson die dringende Notwendigkeit einer Pilzreferenzsammlung. Zunächst wurden die Pflanzen- und Pilzsammlungen des USDA mit denen der Smithsonian Institution kombiniert. Patterson und ihre Nachfolger bauten die heute weltweit größte Pilzreferenzsammlung auf, die US National Fungus Collections, die sich heute in Beltsville in Maryland befindet.
1896 wurde Patterson damit beauftragt die Leitung des Pilzherbariums zu übernehmen. Während ihrer Amtszeit als Mykologin wuchs die Zahl der Pilzsammlungen des USDA auf über 114.000 Pilzproben. Neben der Sammlung und der Identifizierung vieler Pilzproben, die mit importierten landwirtschaftlichen Erzeugnissen in Verbindung standen, suchte sie aktiv nach Pilzproben von anderen Wissenschaftlern, um neue Pilzaufzeichnungen zu dokumentieren. Damals war die Untersuchung genau identifizierter Proben das wichtigste Referenzinstrument zur Identifizierung von Pilzen, nicht die wissenschaftliche Literatur. Ohne Kopier- oder Faxgeräte war Literatur schwer zu bekommen. Stattdessen wurden Sätze von Referenzproben, sogenannte Exsiccati, gesammelt, identifiziert, zusammengestellt und an Institutionen verkauft. Neben der Beschaffung von Mitteln für den Kauf von Exsiccati-Sätzen und der Erhöhung der Anzahl von Referenzproben entwickelten Patterson und ihre Mitarbeiter Karteikarten mit Informationen über Pilze. Diese Dateien enthalten einen umfangreichen Wirtsindex für alle Sammlungen sowie alle veröffentlichten Berichte über Pilze, die mit Pflanzen in Verbindung stehen, und eine Datei mit allen beschriebenen Pilzen und ihren Synonymen. Diese Datendateien wurden bis zum Aufkommen computergestützter Datenbanken in den frühen 1980er Jahren als Karten geführt. Pattersons Erbe lebt weiter in Form von Datenbanken mit Informationen über pflanzenassoziierte Pilze, die im Internet für Pflanzenpathologen, Mykologen und Pflanzenschutzbeamte verfügbar sind. Patterson organisierte Programme und stellte einen Mitarbeiterstab zusammen, der die spätere Entwicklung der US National Fungus Collections maßgeblich beeinflusste. Der Schwerpunkt lag auf der Systematik pflanzenpathogener Pilze, insbesondere jener mit Bedeutung für die Pflanzenquarantäne.

## Forschung zu pflanzenpathogenen Pilzen
Zu Beginn ihrer Karriere veröffentlichte Patterson einen der wenigen Berichte über blattparasitäre Pilze der Exoascaceae, die lebende Blätter befallen. Diese Pilze sind heute als Arten der Gattung Taphrina bekannt und verursachen Krankheiten wie die Kräuselkrankheit des Pfirsichblattes. Patterson identifizierte etwa 800 Exemplare in den US National Fungus Collections. Viele dieser Exemplare waren Mikropilze auf exotischen Tropenpflanzen, die in den Gewächshäusern des USDA wuchsen, neu entdeckte Krankheitserreger auf Nutzpflanzen oder Pilze, die bei der Inspektion landwirtschaftlicher Erzeugnisse an Einfuhrhäfen gefunden wurden. Auf der Grundlage der bei der Inspektion neu importierter Erzeugnisse erhaltenen Exemplare beschrieb Patterson eine Reihe neuer Arten und eine neue Gattung. Die Ursache des Hexenbesens des Bambus wurde als neue Gattung und Art beschrieben, Loculistroma bambusae. Sie und ihre Kollegen arbeiteten auch an der Entwicklung von Kontrollmaßnahmen wie der Begasung zur Bekämpfung der durch Thielaviopsis paradoxa verursachten Ananasfäule.
Sie veröffentlichte Forschungsergebnisse zu verschiedenen Pflanzenpathogenen und schrieb Pilzführer. Ihre am weitesten verbreiteten Veröffentlichungen waren zwei Bulletins, eines mit dem Titel ushrooms and other common fungi und das andere mit dem Titel Some common edible and poisonous mushrooms, in denen häufig vorkommende Pilze beschrieben und abgebildet wurden. Darin wurde ihre Essbarkeit oder Giftigkeit erörtert und Rezepte wie gefüllte Pilze, Austern mit Pilzen, mit Tomaten gebackene Pilze und sogar Pilz-Ketchup vorgestellt.
Sie war Fellow der American Association for the Advancement of Science und Fellow der Botanical Society of America sowie Mitglied in fünf weiteren Berufsverbänden, darunter der American Association of University Women.
Patterson ging im Alter von 75 Jahren in den Ruhestand. Nach ihrer Pensionierung lebte sie mit ihrem Sohn in New York City, wo sie im Alter von 80 Jahren starb.
Beim Zitieren eines botanischen Namens wird die Standardabkürzung F.Patt. verwendet, um sie als Autorin anzugeben.

## Veröffentlichungen (Auswahl)
- mit Vera Katherine Charles: Mushrooms And Other Common Fungi. Palala Press, 2015, ISBN 978-1342455383.
- Species of Taphrina parasitic on Populus. Proc. Amer. Assoc. Advan. Sci. 43, 1884, S. 293–294.
- A study of North American parasitic Exoascaceae. Iowa Univ. Bull. Lab. Nat. Hist. 3, 1895, S. 89–135.
- mit V. K. Charles: Mushrooms and other common fungi. USDA Bulletin No. 175, 1915.
- mit V. K. Charles: Some common edible and poisonous mushrooms. USDA Farmer’s Bulletin No. 796, 1917.